# Re di Commagene
La Commagene fu un piccolo stato ellenistico nell'Anatolia del sud, vicino Antiochia, con capitale Samosata.
La Commagene era stata una satrapia dell'Impero achemenide. Dopo la conquista dell'Impero achemenide da parte di Alessandro Magno visse un periodo di indipendenza, per poi cadere nella sfera d'influenza della Repubblica e dell'Impero romani.

## Satrapi di Commagene
- Samo I 290 a.C. circa - 260 a.C. circa
- Arsame I 260-228 a.C. circa
- Serse 228-201 a.C. circa
- Tolomeo di Commagene 201-163 a.C.

## Re di Commagene
- Tolomeo di Commagene 163-130 a.C.
- Samo II Teosebe Diceo 130-109 a.C.
- Mitridate I Callinico 109-62 a.C.
- Antioco I Teo Diceo Epifane Filoromeo Filelleno 62-36 a.C.
- Mitridate II Filelleno 36-20 a.C.
- Antioco II 29 a.C.
- Mitridate III di Commagene 20-12 a.C.
- Antioco III di Commagene 12 a.C. - 17
- sotto diretto controllo romano 17-43
- Antioco IV Epifane 43-72